# Maghnes Akliouche
Maghnes Akliouche (ur. 25 lutego 2002 w Tremblay-en-France) – francuski piłkarz algierskiego pochodzenia, grający na pozycji pomocnika w monakijskim klubie AS Monaco. Młodzieżowy reprezentant Francji. Srebrny medalista Letnich Igrzysk Olimpijskich 2024 w Paryżu.

## Sukcesy

### AS Monaco
- Wicemistrzostwo Francji: 2023/24[4]

### Francja U-20
- Zwycięzca turnieju Maurice’a Revello: 2022(inne języki)

### Wyróżnienia
- Trzeci najlepszy zawodnik turnieju Maurice’a Revello: 2022(inne języki)
- Najlepsza XI turnieju Maurice’a Revello: 2022(inne języki)[5]